# Istituto per la lingua bulgara
L'Istituto per la Lingua Bulgara, ILB (in bulgaro Институт за български език, traslitterato Institut za bǎlgarski ezik), è l'Accademia linguistica deputata allo studio e alla definizione della politica linguistica per la lingua bulgara.
L'Istituto per la lingua bulgara venne fondato a Sofia nel 1942, come sezione della Accademia bulgara delle scienze, di cui rappresenta uno dei più antichi istituti. L'ILB è oggi composto da undici sezioni, un centro informativo e una biblioteca, e dal 2004 prende il nome del Professor Ljubomir Andrejčin.
L'ILB è il principale centro di ricerca scientifica e descrittiva sulla lingua bulgara, e si concentra in particolare sul suo stato attuale, la storia, le differenze dialettali e le sue interazioni con le altre lingue. Dalla sua fondazione, l'ILB ha sviluppato dizionari, grammatiche, manuali, e atlanti della lingua bulgara e dei suoi dialetti.
La missione dell'Istituto per la Lingua Bulgara si compone di due punti fondamentali: 
1. elaborare i fondamenti della ricerca teorica e applicata sulla lingua bulgara
2. determinare la politica linguistica nazionale, pubblicando una grammatica e un dizionario ufficiali e normativi[1]

Formalmente, l'ILB non ha il controllo sulla politica linguistica del bulgaro parlato fuori dai confini nazionali. Ma essendo la Bulgaria il principale stato in cui il bulgaro è lingua ufficiale (insieme al Monte Athos), l'ILB è il riferimento anche per le regioni di altri stati sede di storiche e consistenti minoranze bulgarofone (Serbia, Moldavia, Ucraina), nonché per i bulgarofoni espatriati nel mondo.